# Bandiiradley
Bandiiradley (arabă بنديردلي) este un oraș din regiunea Mudug, Somalia.